# Драган Вујић
Драган Вујић Вујке (Београд, 10. децембар 1961) српски је позоришни, телевизијски, филмски и гласовни глумац. Глуми у мјузиклима позоришта на Теразијама од 1991. године где је данас првак. Такође ради синхронизације ТВ серија и цртаних филмова.

## Биографија
Вујић је дипломирао на Академији уметности у Новом Саду, у класи Радета Марковића. Стални је члан драмског ансамбла Позоришта на Теразијама од 1991. године где има статус првака. Средином 1990-их је на ТВ Пинк водио емисију о филму Вујкетова филмска сваштара. Дао је име музичкој групи Добар лош зао.
Објавио је књигу љубавне поезије „Дуга страна мене“. Био је уметнички директор Фестивала глумачких достигнућа у Нишу.
Ради режију и синхронизацију цртаних филмова. Добитник је бројних награда, међу којима и четири Годишње награде своје матичне куће.
Глумио је и у доста филмова, а имао је само једну главну улогу, у филму Пси умиру сами из 2019. године.
Прославио се улогом Пањковића у серији Бела лађа, где тумачи лик Шојићевог првог човека у Странци здравог разума.

## Улоге у филму
| Год.       | Назив                               | Улога                         |
| ---------- | ----------------------------------- | ----------------------------- |
| 1987.      | Бољи живот (серија)                 | разносач                      |
| 1988.      | Шта радиш вечерас                   | Мајин дечко                   |
| 1989.      | Плави, плави! (ТВ филм)             |                               |
| 1989.      | Бој на Косову                       | турски војник                 |
| 1991.      | Најтоплији дан у години             |                               |
| 1994.      | Камени Град                         |                               |
| 1995.      | Свадбени марш                       | Јован                         |
| 1995.      | Снови од шперплоче (ТВ филм)        | Митар Свилени                 |
| 1996.      | Лукреција илити Ждеро (ТВ филм)     |                               |
| 1997.      | Горе доле (серија)                  | Пекар Симчић                  |
| 1997.      | Три летња дана                      | Новинар                       |
| 2000.      | А сад адио (ТВ)                     | Санитарни инспектор           |
| 2000.      | Зека, Црвенкапа и Лотар Матеус (ТВ) |                               |
| 2001.      | Буди фин (мини-серија)              |                               |
| 2002.      | Породично благо 2 (серија)          | Монсјур Лакроа                |
| 2003.      | Живот је марш                       |                               |
| 2004.      | Трагом Карађорђа (серија)           | Риста Ђорђевић                |
| 2004.      | Парадокс (ТВ)                       | Министар                      |
| 2004.      | Стижу долари (серија)               | Јохан Уберхарт                |
| 2006.      | Друго стање (серија)                | Кум Стева                     |
| 2006.      | Стижу долари 2 (серија)             | Јохан Уберхарт                |
| 2007.      | Божићна печеница                    | Кристијан                     |
| 2006-2007. | Бела лађа (серија)                  | Здравко Пањковић              |
| 2008.      | Бела лађа 2 (серија)                | Здравко Пањковић              |
| 2009.      | Друг Црни у НОБ-у                   | Мајор Кригермајстер / Рузвелт |
| 2009.      | Заувијек млад (серија)              | Тома Протић                   |
| 2009-2010. | Јесен стиже, дуњо моја (серија)     | адвокат Голдштајн             |
| 2009-2011. | Бела лађа 3 (серија)                | Пањковић                      |
| 2013.      | Певај, брате (серија)               | чика Мрги                     |
| 2013.      | Жал                                 | отац                          |
| 2016.      | Село гори, а баба се чешља (серија) | Власник кафане                |
| 2017.      | Систем                              | Дорћолац                      |
| 2017.      | Зона Замфирова 2: Врати се, Зоне    | Михаило                       |
| 2019.      | Пси умиру сами                      | Горан Мирковић                |
| 2019.      | Шифра Деспот (серија)               | мајор Јездић                  |
| 2019-2020. | Преживети Београд (серија)          | пролазник са пудлама          |
| 2020.      | Југословенка                        | Димитрије Ристић              |
| 2022.      | Јунаци нашег доба 2                 | Прлинчевић                    |

## Улоге у позоришту (избор)

### Позориште на теразијама
- Вилијева менажерија
- Љубинко и Десанка
- Цигани лете у небо
- Неки то воле вруће
- Виолиниста на крову
- Лукреција илити Ждеро
- Алан Форд
- Лутка са насловне стране
- Пољуби ме Кејт
- Чикаго
- Маратонци трче почасни круг
- Ла страда
- Главо луда
- Виктор
- Викторија
- Mamma mia!
- Фантом из опере

## Улоге у синхронизацијама
| Година синх. | Серија/Цртани                      | Улога                                                                                |
| ------------ | ---------------------------------- | ------------------------------------------------------------------------------------ |
| ????         | Авантуре Блинкија Била             | Кљунко, неки од осталих ликова                                                       |
| 1992.        | Воћкице (РТБ)                      | Бананац Ранац, неки од споредних ликова                                              |
| 2000.        | Дигимони                           | Таичи, Габумон                                                                       |
| 2001.        | Змајева кугла                      | Крилин, Пиколо, Тиен, Пилаф, Приповедач                                              |
| 2002.        | Шашава дружина                     | Патак Дача                                                                           |
| 2002.        | Чаробњак из Оза                    | Плашљиви лав, лимени човек, Трагач                                                   |
| 2003.        | Змајева Кугла З                    | Крилин, Пиколо, Фриза, Тиен, Приповедач (епизоде 1-52)                               |
| 2005.        | Чарли и Мимо                       |                                                                                      |
| 2007.        | Тимон и Пумба                      | Пумба                                                                                |
| 2007.        | Шоу Пере Детлића                   | Пера Детлић                                                                          |
| 2008.        | Мадагаскар 2: Бег у Африку         | Макунга                                                                              |
| 2008.        | Три Медведа                        | Додатни Гласови                                                                      |
| 2009.        | Самурај Џек                        | Аку                                                                                  |
| 2009.        | Гарфилд и пријатељи                | Гарфилд, додатни гласови                                                             |
| 2009.        | Бен 10: Ванземаљска Сила           | Деда Макс, Арчит, Додатни Гласови                                                    |
| 2010.        | Шрек срећан заувек                 | Шрек                                                                                 |
| 2010.        | Винкс (сезона 4)                   | Огрон, Хилио                                                                         |
| 2011.        | Штрумфови                          | Гаргамел                                                                             |
| 2011.        | Поље лала                          | Осман                                                                                |
| 2011.        | Јинг Јанг Јо                       |                                                                                      |
| 2011-2012.   | Вич (ТВ серија)                    |                                                                                      |
| 2012.        | Краљ лавова                        | Пумба                                                                                |
| 2012.        | Храбра Мерида                      | Лорд Мекинтош                                                                        |
| 2012.        | Пет легенди                        | Деда Мраз                                                                            |
| 2013.        | Крудс                              | Тата Круд                                                                            |
| 2013.        | Пепељуга                           | Хералд                                                                               |
| 2013.        | Чувари тајног краљевства           | Мандрејк                                                                             |
| 2013.        | Штрумпфови 2                       | Гаргамел                                                                             |
| 2014.        | Ћурке на слободи                   | Мајлс Стендиш                                                                        |
| 2014.        | Тврд орах                          |                                                                                      |
| 2014.        | Пчелица Маја                       | Хенк                                                                                 |
| 2014.        | Дај Гол                            |                                                                                      |
| 2014.        | Седми патуљак                      |                                                                                      |
| 2015.        | Миа и ја                           | Ренцо Ђеновезе                                                                       |
| 2015.        | Астерикс: Насеље богова            | Цезар                                                                                |
| 2015.        | Малци                              | Најавник на конгресу зликоваца, Стопер-хипик                                         |
| 2015.        | Сендокаи Шампијони (Блу Хаус)      | Додатни Гласови                                                                      |
| 2015.        | Мун: Чувар месеца                  |                                                                                      |
| 2015.        | Мали принц                         |                                                                                      |
| 2015.        | Ледено доба уживо                  | Дјук                                                                                 |
| 2016.        | Добри диносаурус                   | Буба, Гроф                                                                           |
| 2016.        | Смешарики: Легенда о златном змају |                                                                                      |
| 2016.        | Храбри витез Тренк                 | Гвозден од Дебелог 'лада                                                             |
| 2016.        | Певајмо                            | Мајк                                                                                 |
| 2017.        | Штрумпфови: Скривено село          | Гаргамел                                                                             |
| 2018.        | Лола и Мила                        | Наратор, Генерал мрав Радомир, Разглас (Е5-7), Чувар зоо врта, Марсимиљан, Деда Мраз |
| 2018.        | Кондорито                          |                                                                                      |
| 2019.        | Краљ лавова (2019)                 | Скар                                                                                 |
| 2020.        | Бен 10                             |                                                                                      |
| 2020.        | Ратови звезда: Ратови клонова      |                                                                                      |
| 2021.        | Певајмо 2                          | Џими Кристал                                                                         |
| 2022.        | Невероватни Морис                  |                                                                                      |
| 2023.        | Пачија Посла                       | Додатни Гласови                                                                      |
| 2023.        | Нинџа Корњаче Хаос                 |                                                                                      |
| 2023.        | Ричард Рода 2                      |                                                                                      |
| 2024.        | Нико 3: Иза Поларне светлости      |                                                                                      |
| 2024.        | Кунг фу Панда 4                    |                                                                                      |
| 2024.        | Трансформерси - Почетак            |                                                                                      |
| 2024.        | Неукротиви Робот                   |                                                                                      |
| 2025.        | Догмен                             |                                                                                      |